# Markel Beloki
Markel Beloki Fernández (* 27. Juli 2005 in Vitoria-Gasteiz) ist ein spanischer Radrennfahrer, der auf der Straße aktiv ist.

## Sportlicher Werdegang
Als Junior war Beloki vorrangig in seiner Heimat Spanien aktiv, wo er zahlreiche Erfolge erringen konnte. Unter anderem wurde er 2023 spanischer Meister im Einzelzeitfahren und Vizemeister im Straßenrennen. Mit dem Wechsel in die U23 erhielt Beloki zur Saison 2024 direkt einen Profivertrag beim UCI WorldTeam EF Education-EasyPost. Bei den nationalen Meisterschaften 2024 wurde der Vizemeister im Einzelzeitfahren der Elite. International erzielte er in seiner ersten Profisaison kein Ergebnis unter den Top 10.

## Familie
Markel Beloki ist der Sohn des ehemaligen Radrennfahrers Joseba Beloki.

## Erfolge
2023
- eine Etappe Vuelta Junior a la Ribera del Duero
- Spanischer Meister (Junioren) – Einzelzeitfahren

2025
- Gesamtwertung, Nachwuchswertung und eine Etappe Tour Alsace